# Pohyb v centrálním gravitačním poli
Pohyb v radiálním gravitačním poli je určován dvěma rychlostmi, první kosmickou rychlostí (kruhová rychlost), což je rychlost pohybu po kruhové dráze kolem zdroje gravitační síly a druhou kosmickou rychlostí (úniková rychlost), což je rychlost potřebná k úniku z gravitačního pole daného tělesa.
Příkladem pohybu v centrálním gravitačním poli je pohyb kolem nebeských těles.

## Pohyb v gravitačním poli Země

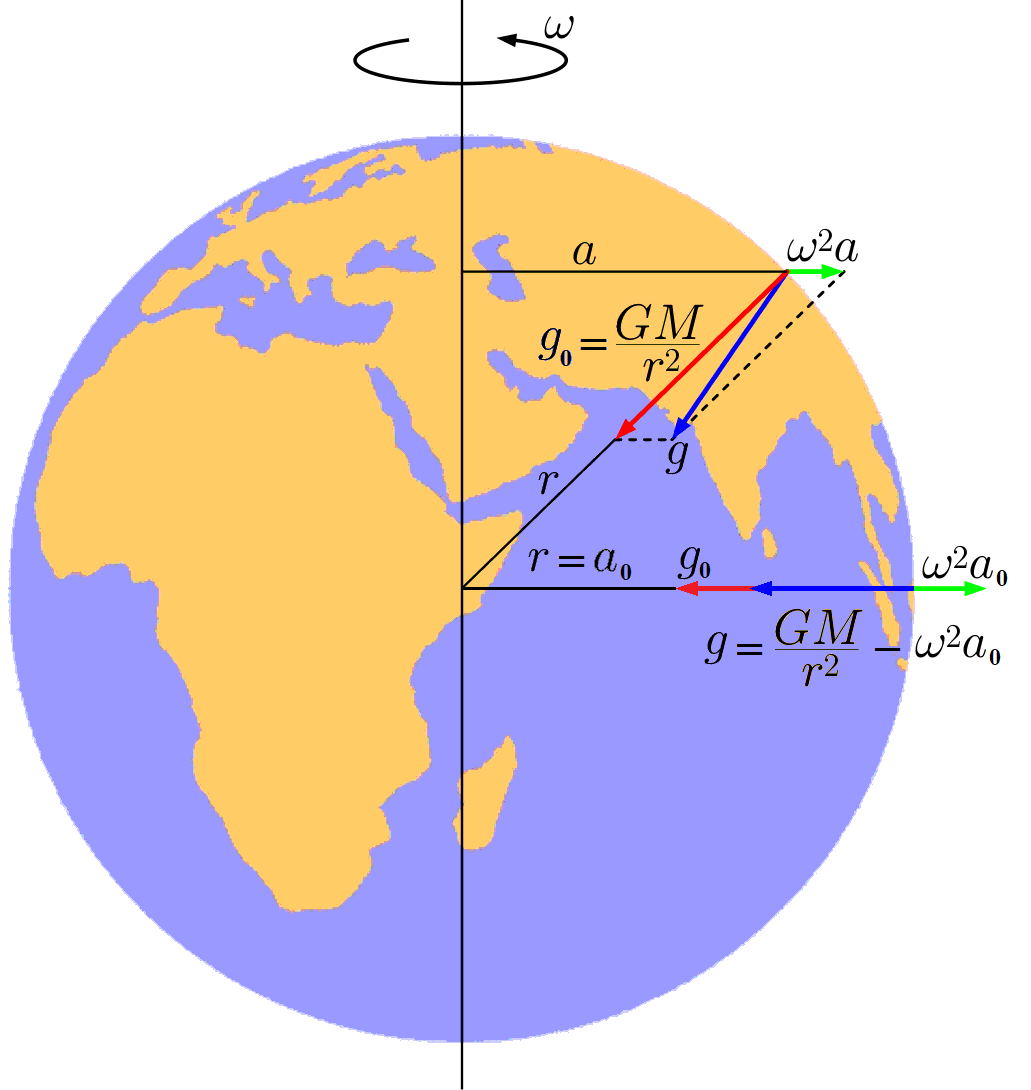
Ilustrace příspěvku gravitačních a odstředivých sil na gravitační zrychlení na zemi (velikost vektorů není proporční). M je hmotnost Země, G je gravitační konstanta.

Pohyb v gravitačním poli Země je pohyb, kdy se těleso pohybuje v centrálním gravitačním poli Země. Při pohybu tělesa kolem Země působí na těleso gravitační síla směrem do středu Země, jejíž velikost závisí na hmotnosti tělesa a vzdálenosti od středu Země. Tato síla způsobí zakřivení trajektorie tělesa, jejímž důsledkem je vznik odstředivé síly.
Je-li velikost gravitační síly větší než velikost odstředivé síly, pak těleso dopadne na Zemi. Je-li velikost gravitační síly a odstředivé síly stejná, pak se těleso pohybuje po kruhové trajektorii. Je-li velikost gravitační síly menší než odstředivé síly, pak se těleso pohybuje po eliptické trajektorii (perigeum, apogeum) nebo může uniknout z dosahu zemské gravitace.
Při křivočarém pohybu vzniká odstředivá síla jako reakce na dostředivou gravitační sílu, která závisí na hmotnosti tělesa, poloměru zakřivení a na rychlosti tělesa.

### Pohyb kolem Země po kružnici
- těleso krouží kolem Země
- perioda pohybu závisí na vzdálenosti od Země
- vzdálenost od Země závisí na rychlosti tělesa
- rychlost = 1. kosmická rychlost (kruhová rychlost) - pro nízkou oběžnou dráhu je to přibližně 7,9 km·s−1

### Pohyb kolem Země po elipse
- rychlost v perigeu je větší než 1. kosmická rychlost a menší než 2. kosmická rychlost (obě rychlosti určené pro danou výšku perigea)
- výstřednost elipsy roste s velikostí rychlosti tělesa v perigeu
- v jednom ohnisku elipsy leží Země
- nejmenší vzdálenost tělesa a Země se nazývá perigeum
- největší vzdálenost tělesa a Země se nazývá apogeum

### Pohyb kolem Země po parabole
- počáteční rychlost = 2. kosmická rychlost (úniková rychlost) - přibližně 11,2 km·s−1,
- těleso může uniknout z dosahu gravitace Země

### Pohyb kolem Země po hyperbole
- rychlost je větší než 2. kosmická rychlost
- Země zakřiví trajektorii tělesa pohybujícího se kolem ní, ale těleso nezůstane v gravitačním poli Země.

### Tíhové zrychlení
Protože Země rotuje kolem své osy, jedná se v podstatě o rotující neinerciální soustavu a při popisu pozorovatele stojícího na Zemi započítáváme i setrvačnost. Tedy na volně padající těleso působí celková síla
{\displaystyle F=F_{g}+F_{o}+F_{c}}
Fg - gravitační síla, Fo - odstředivá síla, Fc - Coriolisova síla.
- Na těleso v klidu Coriolisova síla nepůsobí.

{\displaystyle G=F_{g}+F_{o}}
- Této síle říkáme tíhová síla.
- To, čemu se říká tíhové zrychlení, je součet intenzity gravitačního pole K a odstředivého zrychlení.

{\displaystyle g={\frac {G}{m}}=K+a_{O}}
g je přibližně 10 m/s. Z toho spočteme odstředivé zrychlení. Pokud se Země otočí za hvězdný den T (o 4 min kratší než normální), je úhlová rychlost rovna
{\displaystyle \Omega ={\frac {2\pi }{T}}}
to je asi 7,3krát 10−5 s−1, může se zdát, že se jedná o malou rychlost, ale rotaci Země odpovídá na rovníku obvodová rychlost
{\displaystyle v=\Omega R_{z}}
asi 460 m/s (1700 km/h), což je o 40 procent víc než je rychlost zvuku v atmosféře při povrchu Země, takže odstředivé zrychlení (na rovníku) je
{\displaystyle a_{o}=\Omega ^{2}R_{z}}
asi 3,4krát 10−2 m/s2. Odstředivé zrychlení tvoří 3 promile z tíhového zrychlení.

#### Mezinárodní vzorec pro tíhové zrychlení u hladiny moře
{\displaystyle g=g_{e}(1+\Upsilon _{2}\sin ^{2}o+\Upsilon _{4}\sin ^{4}o)}
ge = 9,78032 m/s2 tíhové zrychlení na rovníku, ο - zeměpisná šířka, ϒ2 = 0,005278 a ϒ4 = 0,000023
jsou korekční koeficienty ge=9,78 m/s2 na rovníku a na pólech ge = 9,81 m/s2.

### Tvar Země
Pokud bychom Zemi pokládali za nehybnou kouli, měla by tíže směřovat do středu Země. Díky otáčení Země se směr tohoto vektoru tíha odklání od středu Země. Měla by být rovna
```
(Ώ
2
R
z
/2g)*sin 2ο
```

výsledek je matematicky 6 obloukových vteřin, ale experimentálně je zjištěno 11 – důvodem je, že střed Země je tekutý. Díky deformaci odstředivých sil nemá Země tvar koule, ale spíše rotačního elipsoidu.

### Coriolisova síla a rotace Země
Pohyb těles ve vertikální rovině je řízen gravitací, ale v horizontální rovině se gravitace těles neuplatní, takže tělesa by se měla pohybovat podle zákona setrvačnosti. Pokud uvážíme Coriolisovu sílu, pak zjistíme, že zákon setrvačnosti neplatí ani pro horizontální pohyby. Pokud omezíme obecný vzorec pro Coriolisovu sílu pouze na horizontální rovinu, vyplývá, že Coriolisova síla je kolmá na rychlost pohybu a proto na severní polokouli směřuje vždy napravo od směru pohybu, na jižní opačně a na rovníku se tato síla neprojeví vůbec. Proto jdou víry na severní polokouli proti směru hodinových ručiček a na jižní opačně. Podobně platí, že díky Coriolisově síle je na severní polokouli víc podemletý a strmější pravý břeh řeky. Na jižní naopak.

### Zajímavosti
- Statistiky pojišťoven ukazují, že na severní polokouli vlaky častěji vykolejují na pravou stranu, než na levou.[zdroj⁠?!]
- Středověká věda nikdy neuznala tak rychlou rotaci planety.
- Tíhové zrychlení klesá s nadmořskou výškou, protože se vzdalujeme od středu Země, asi o 0,003 m/s2 na každý kilometr.
- Někoho by mohlo napadnout, jestli neovlivňuje tíhové zrychlení také Slunce. Odstředivá síla od pohybu kolem Slunce je plně kompenzována silou, kterou nás Slunce přitahuje.

## Pohyb tělesa kolem Slunce
Pohyb tělesa kolem Slunce je pohyb, kdy se těleso pohybuje v centrálním gravitačním poli Slunce. Nejčastěji se jedná o pohyb planet, komet a jiných objektů ve Sluneční soustavě.
Pohyb tělesa ovlivňuje především gravitační síla Slunce, která míří do středu Slunce.
Planety se kolem Slunce pohybují většinou po eliptických trajektoriích, pro jejich pohyb platí Keplerovy zákony.
Trajektorie komet mají tvar velmi výstředné elipsy blížící se parabole. Jejich rychlost se zvyšuje, když se blíží ke Slunci, a zmenšuje, když se od Slunce vzdalují.
Úniková rychlost z dosahu gravitace Slunce je při povrchu Slunce 620 km·s−1, dál od Slunce je tato rychlost menší, ve vzdálenosti 1 AU (ve vzdálenosti Země od Slunce) je úniková rychlost 16,3 km·s−1.
Nejbližší místo ke Slunci, kterým těleso při svém pohybu prochází, se nazývá perihelium (přísluní), nejvzdálenější místo od Slunce se nazývá afélium (odsluní).